# 周錫瑋
周 錫瑋（しゅう しゃくい、1958年3月31日 - ）は、元台北県長。外省人、祖籍地は江蘇省浜海県。かつては親民党員であったが、台北県県長選挙の少し前に国民党に入党した。県長就任以前は立法委員も務めていた。
父親は元立法委員の周書府。

## 教育
輔仁大学で経営学の学士号を、アメリカ合衆国の南カリフォルニア大学で経営学と行政学の修士号を取得した。

## 政治
工商建研会第12期会長、客属会文化協会副理事長、板橋客属会顧問、台湾省議員、立法委員を3期務めた後、2005年12月3日の中華民国地方選挙で台北県県長に当選し12月20日に就任した。2017年10月、新北市長選挙への出馬を表明した。2018年3月には国民党の総統選候補選挙に出馬した。2019年2月には、2020年の国民党主席選挙への立候補を発表した、党内の指名を得られなかった。その後、周錫瑋は韓国瑜キャンペーン事務所の主席スポークスマンを務めた。2020年より旺旺集団副董事長。
| 韓国瑜 | 選出 | 44.81% |
| 郭台銘 | 2位  | 27.73% |
| 朱立倫 | 3位  | 17.90% |
| 周錫瑋 | 4位  | 6.02%  |
| 張亜中 | 5位  | 3.54%  |